# Михаил Матич
Михаил Матич (на сръбски: Михаило Матић) е сръбски православен духовник, архимандрит, игумен на Хилендарския манастир в периода 1938 – 1967 година.

## Биография
Роден е на 7 януари 1901 година в Уб, близо до Валево, Сърбия в религиозното семейство на Йована и Марти, със светското име Миливое Матич.
Завършва началното училище във Валево и Богословско-учителското училище в Белград в 1925 година. Епископ Сергий получава монашеско пострижение на 30 април 1926 година, става йеродякон на 6 май и йеромонах на 6 юни 1927 година.
През 1938 година е избран за игумен на Хилендарския манастир. Умира на 7 януари 1967 година. Погребан е в Хилендарския манастир.